# Carleton Watkins
Pour les articles homonymes, voir Watkins.
Carleton Eugene Watkins (11 novembre 1829-23 juin 1916) est un photographe américain, principalement connu pour ses clichés des paysages californiens, comme ceux de la vallée de Yosemite. 

## Biographie
Carleton Eugene, né à Oneonta, dans l'État de New York, est le fils aîné de Julia Ann McDonald (1812-1882) et de John Maurice Watkins (1806-1890), bucheron et charpentier, qui ouvre ensuite une auberge vers 1840,. 
Watkins part pour San Francisco en 1851. Il voyage vers la Californie en compagnie d'un couple, Elizabeth et Collis Huntington, qui devient par la suite l'un des associés de la Central Pacific Railroad, et qui va aider Watkins dans sa carrière. Un périple qui passe par La Havane, Panama, traversée de l’isthme et embarquement sur le Northerner entre Acapulco et San Francisco, où ils arrivent le 5 mai, un jour après le grand incendie. De là ils partent pour Sacramento où Huntington possède un magasin et offre un emploi de livreur à Watkins. Cependant en novembre 1852, le magasin est la proie des flammes et il prend un emploi de charpentier. 
Watkins se rend ensuite à San Francisco et est employé comme secrétaire du libraire George W. Murray. C'est là, en 1854, qu'il rencontre le photographe Robert H. Vance (1825-1876) et commence à travailler et apprendre le métier dans son studio. Vers 1856, Watkins est photographe dans le studio de James May Ford à San José, où il réalise surtout des portraits. À la fin de la même année, il commence à travailler à son compte. Diverses commandes le conduisent à réaliser des clichés en extérieur. Pour la justice, il prend des clichés d'une mine, pour John Charles Frémont des photographies de sa propriété, le Rancho Las Mariposas et commence à travailler pour le California State Geological Survey (service topographique de Californie). Il se spécialise dès lors dans les paysages californiens et la vie des mineurs. Il photographie la vallée de Yosemite dans la Sierra Nevada.

## Source
- (en) Cet article est partiellement ou en totalité issu de l’article de Wikipédia en anglais intitulé « Carleton Watkins » (voir la liste des auteurs).